# Survivor Series (2009)
Survivor Series (2009) — щорічне pay-per-view шоу «Survivor Series», що проводиться федерацією реслінгу WWE. Шоу відбулося 22 листопада 2009 року в Верайзон-центр у м. Вашингтон, округ Колумбія, США. Це було 23 шоу в історії «Survivor Series». Шість матчів відбулися під час шоу та ще один перед показом.